# Северни повратник
Северни повратник или Ракова обратница је једна од пет основних паралела које се означавају на мапи Земље. То је најсевернија паралела на којој се Сунце у подне појављује у зениту. Ова појава се дешава на дан летње дугодневице, када је северна хемисфера под највећим углом у односу на Сунце.
Северни повратник се налази на 23° 26′ 22″ северне географске ширине. Северно од њега су подручја суптропске и северне умерене климатске зоне. Њој одговара слична паралела на јужној полулопти под именом јужни повратник или Јарчева обратница. Простор између ове две паралеле познат је под називом тропска зона.
Име Ракова потиче од чињенице да се у прошлости Сунце у време летње дугодневице налазило у сазвежђу Рак (посматрано са Земље). Услед прецесије Земље, по савременим астрономским опажањима, Сунце се у том тренутку налази у сазвежђу Бик. Положај повратника се историјски мењао на сложен начин. Тренутна брзина његовог померања је 1 лучни минут за 128 година.
Када се говори о рекордима у обиласку Земље, у правилу се тражи да дужина пута не буде мања од дужине повратника и да путања од старта до циља пресече све меридијане. Ова дужина је 36787,559 км.

## Име
Када је ова линија географске ширине добила име у последњим вековима пре нове ере, Сунце је било у сазвежђу Рака (cancer је латински за рак) у јунском солстицију, у време када сваке године Сунце достиже свој зенит на овој географској ширини. Због прецесије равнодневица, то више није случај; данас је Сунце у Близанцима на јунском солстицију. Сама реч „тропик” потиче од грчког „trope (τροπή)”, што значи окрет (промена правца или околности), нагиб, што се односи на чињеницу да изгледа да се Сунце „окреће” у време солстиција.

## Скретање
Положај Тропика Рака није фиксан, већ се стално мења због благог колебања у уздужном поравнању Земље у односу на еклиптику, раван у којој Земља кружи око Сунца. Аксијални нагиб Земље варира у периоду од 41.000 година од 22,1 до 24,5 степени, а према подацима из 2000 је око 23,4 степена, што ће и даље важити око једног миленијума. Ово колебање значи да се Тропик Рака тренутно креће ка југу брзином од скоро пола лучне секунде (0,468″) географске ширине, или 15 m (49 ft), годишње. Положај круга био је тачно 23° 27′N 1917. и биће на 23° 26'N 2045. године. Удаљеност између Антарктичког круга и Тропика Рака је у суштини константна док се крећу у тандему. Ово се заснива на претпоставци о константном екватору, али прецизна локација екватора није заиста фиксна. Погледајте: екватор, аксијални нагиб и кругове географске ширине за додатне детаље.

## Географија
Северно од тропа су суптропи и северни умерени појас. Еквивалентна линија географске ширине јужно од екватора назива се тропиком Јарца, а регион између њих, са центром на екватору, је тропски појас.
Године 2000, више од половине светске популације живело је северно од Тропика рака.
Током летњег солстиција има око 13 сати и 35 минута дневне светлости. Током зимског солстиција, дневна светлост је 10 сати и 41 минут.
Користећи 23°26'N за Тропик Рака, тропски појас пролази кроз следеће земље и територије почевши од почетног меридијана и идући ка истоку:
Координате Напомене о земљи, територији или мору
| Координате                                   | Земља, територија или море | Напомене |
| -------------------------------------------- | -------------------------- | --- |
| 23° 26′ N 0° 0′ E / 23.433° С; 0.000° И      | Алжир                      | |
| 23° 26′ N 11° 51′ E / 23.433° С; 11.850° И   | Нигер                      | |
| 23° 26′ N 12° 17′ E / 23.433° С; 12.283° И   | Либија                     | Тропик додирује најсевернију тачку Чад у 23° 26′ N 15° 59′ E / 23.433° С; 15.983° И                                                                 |
| 23° 26′ N 25° 0′ E / 23.433° С; 25.000° И    | Египат                     | Тропик пролази кроз језеро Насер |
| 23° 26′ N 35° 30′ E / 23.433° С; 35.500° И   | Црвено море                | |
| 23° 26′ N 38° 38′ E / 23.433° С; 38.633° И   | Саудијска Арабија          | |
| 23° 26′ N 52° 10′ E / 23.433° С; 52.167° И   | УАЕ                        | Само Абу Даби емират |
| 23° 26′ N 55° 24′ E / 23.433° С; 55.400° И   | Оман                       | Тропик пролази кроз Маскат, престоницу земље. |
| 23° 26′ N 58° 46′ E / 23.433° С; 58.767° И   | Индијски океан             | Арабијско море |
| 23° 26′ N 68° 23′ E / 23.433° С; 68.383° И   | Индија                     | Државе Гуџарат, Раџастан, Мадја Прадеш, Чатисгар, Џарканд и Западни Бенгал                                                                          |
| 23° 26′ N 88° 47′ E / 23.433° С; 88.783° И   | Бангладеш                  | дивизије Кулна, Дака и Читагонг |
| 23° 26′ N 91° 14′ E / 23.433° С; 91.233° И   | Индија                     | Држава Трипура |
| 23° 26′ N 91° 56′ E / 23.433° С; 91.933° И   | Бангладеш                  | Дивизија Читагонг |
| 23° 26′ N 92° 19′ E / 23.433° С; 92.317° И   | Индија                     | Држава Мизорам |
| 23° 26′ N 93° 23′ E / 23.433° С; 93.383° И   | Мјанмар                    | Држава Чин, дивизија Сагајнг, дивизија Мандалај, држава Шан                                                                                         |
| 23° 26′ N 98° 54′ E / 23.433° С; 98.900° И   | Кина                       | Провинције Јунан (пролазе око 7 km северно од границе са Вијетнамом), Гуангси и Гуангдунг                                                           |
| 23° 26′ N 117° 8′ E / 23.433° С; 117.133° И  | Тајвански мореуз           | |
| 23° 26′ N 120° 8′ E / 23.433° С; 120.133° И  | Република Кина             | Острво Хуђинг (острво Хучинг), округ Чиаји, округ Хуалиен                                                                                           |
| 23° 26′ N 121° 29′ E / 23.433° С; 121.483° И | Филипинско море            | |
| 23° 26′ N 142° 00′ E / 23.433° С; 142.000° И | Тихи океан                 | Пролазећи јужно од острва Некер, Хаваји, САД |
| 23° 26′ N 110° 15′ W / 23.433° С; 110.250° З | Мексико                    | Држава Јужна Доња Калифорнија |
| 23° 26′ N 109° 24′ W / 23.433° С; 109.400° З | Калифорнијски залив        | |
| 23° 26′ N 106° 35′ W / 23.433° С; 106.583° З | Мексико                    | Државе Синалоа, Дуранго, Закатекас, Сан Луис Потоси, Нуево Леон и Тамаулипас                                                                        |
| 23° 26′ N 97° 45′ W / 23.433° С; 97.750° З   | Мексички залив             | Пролази непосредно северно од Кубе |
| 23° 26′ N 83° 0′ W / 23.433° С; 83.000° З    | Атлански океан             | Пролазећи кроз Флоридски мореуз и Николасов канал · Пролазећи јужно од реке Ангвла Кајс ( Бахаме) · Пролазак кроз Сантарен канал и у отворени океан |
| 23° 26′ N 76° 0′ W / 23.433° С; 76.000° З    | Бахаме                     | Острва Ексума и Лонг Ајленд |
| 23° 26′ N 75° 10′ W / 23.433° С; 75.167° З   | Атлански океан             | |
| 23° 26′ N 15° 57′ W / 23.433° С; 15.950° З   | Западна Сахара             | Полажу право Мароко и Сахарска Арапска Демократска Република                                                                                        |
| 23° 26′ N 12° 0′ W / 23.433° С; 12.000° З    | Мауританија                | |
| 23° 26′ N 6° 23′ W / 23.433° С; 6.383° З     | Мали                       | |
| 23° 26′ N 2° 23′ W / 23.433° С; 2.383° З     | Алжир                      | |

## Обилажење око света
Према правилима Међународне аеронаутичке федерације, да би лет могао да се такмичи за брзински рекорд око света, мора да пређе раздаљину не мању од дужине Тропика Рака, пређе све меридијане и заврши на истом аеродрому где је и започет.
Дужина Тропика Рака је 36.788 km (22.859 mi):
{\displaystyle l=2\pi \cos(\varphi )6378137(1-0.00669438(\sin(\varphi ))^{2})^{-0.5}}
За обичну пловидбу правила су донекле опуштена и удаљеност је постављена на заокружену вредност од најмање 36.770 km (22.850 mi).

## Галерија
- Путоказ јужно од Дахле, Западна Сахара, који означава Тропик Рака. Знак су поставили учесници релија Будимпешта-Бамако; дакле, натпис је на енглеском и мађарском језику.
- Путни знак у близини града Мехсана у држави Гуџарат, Индија Мехсана, Гуџарат
- Знак који означава Тропик Рака неколико километара од Качкog Ранa, Гујарат, Индија
- Знак који означава Тропик рака у Мадја Прадешу, Индија
- Знак који означава Тропик рака на националном аутопуту 34 у округу Надиjа, Западни Бенгал, Индија
- Рујсуј тропик Рака у граду Рујсуј, округ Хуалиен, Тајван